# واين هاربر
واين هاربر (بالإنجليزية: Wayne Harper)‏ هو سياسي أمريكي، ولد في 27 فبراير 1956. حزبياً، نشط في الحزب الجمهوري. وقد انتخب عضو مجلس نواب ولاية يوتا.